# Мураскі
Мураскі (ест. Muraski) — село в Естонії, входить до складу волості Міссо, повіту Вирумаа.